# Copa de los Alpes (carrera)
La Copa de los Alpes, oficialmente y en francés Coupe des Alpes, fue una carrera automovilística que se disputó con base en Marsella (Francia) de 1932 a 1971 y su recorrido, que alcanza las cifras de 3000 y 4000 km, transcurría principalmente por la cordillera de los Alpes visitando países (además de Francia) como Italia, Alemania, Suiza y Austria. Fue conocido por distintos nombres y en los años 50 llegó a formar parte del Campeonato de Europa de Rally.

## Historia
La prueba se llevó a cabo por primera vez en 1932 bajo el nombre de Rallye des Alpes Françaises (Rally de los Alpes Franceses). Después de la Segunda Guerra Mundial, pasó a llamarse Rallye Internacional des Alpes (Rally Internacional de los Alpes) en 1946. Aunque la carrera empezaba y terminaba en Francia, el recorrido se convirtió en internacional en 1948 y hasta 1965 pasaba por Austria, Alemania, Italia y Suiza. En la década de los 50 recibió el nombre de Coupe des Alpes (Copa de los Alpes) y en 1953 fue puntuable para el Campeonato de Europa de Rally (en el año de estreno de dicho certamen) y fue uno de los eventos más populares de la época. El fabricante de automóviles Alpine patrocinó la prueba hasta 1955 y le dio el nombre a la misma.
A finales de la década de 1960, los organizadores entraron en una discusión sobre el recorrido de la prueba e insistieron en permitir los prototipos en las ediciones de 1968 y 1969. Esto hizo que la prueba se cayera del calendario del Campeonato de Europa y además perdió reconocimiento internacional lo que provocó la pérdida de patrocinios y de inscritos. En 1970 se canceló debido a la caída de Esso como patrocinador y en su lugar entró BP para la edición de 1971 cuando formó parte del Campeonato Internacional de Marcas aunque solo contó con 36 inscritos. Dado que la FIA exigía un mínimo de 50 la prueba no fue finalmente puntuable para dicho campeonato.

## Trofeos

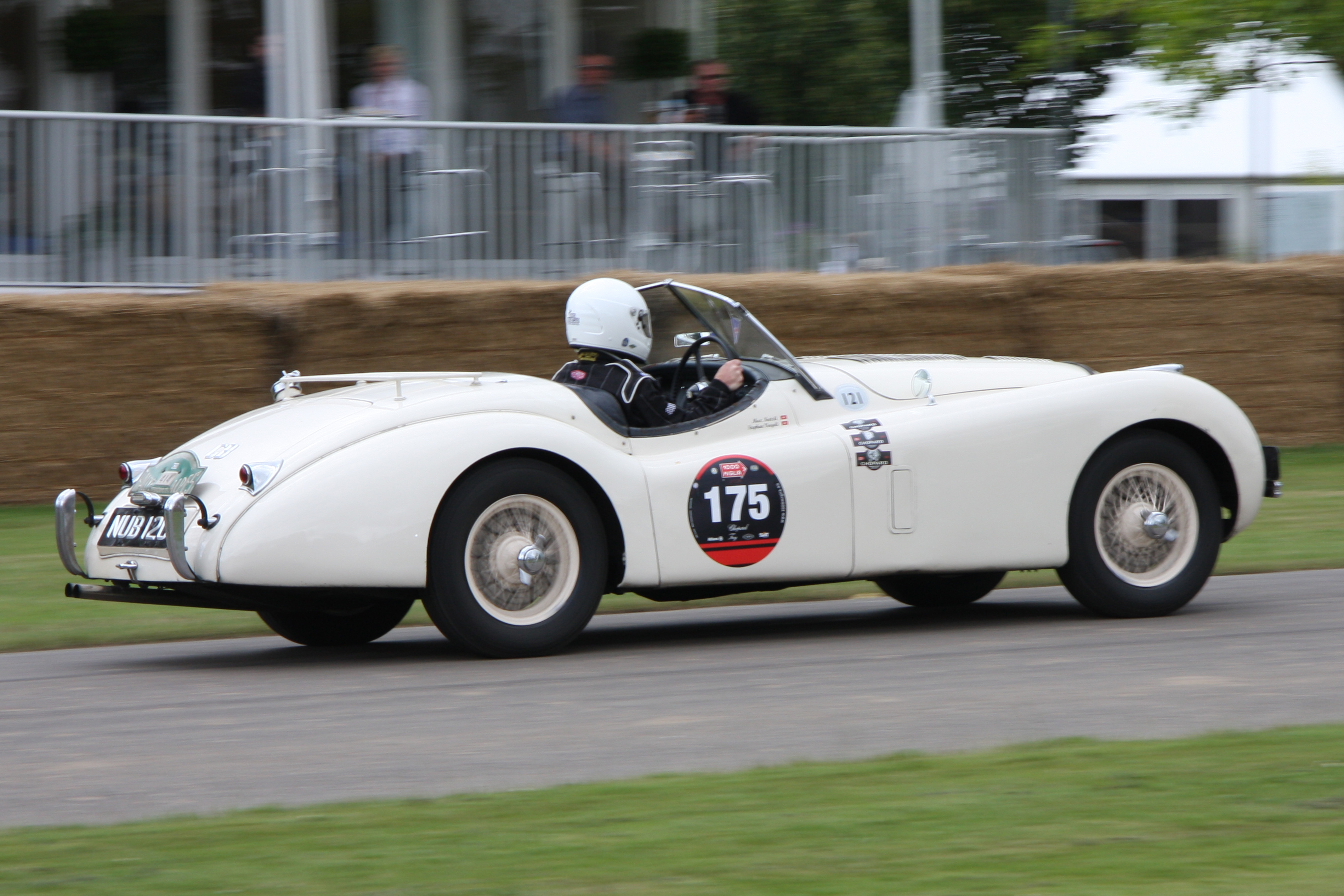
Jaguar XK120 'NUB120' Jaguar XK120 'NUB120'

Los organizadores otorgaban distintos trofeos a los pilotos que participaban en la prueba. Se entregaba la conocida como Coupe des Alpes (Copa de los Alpes) a aquellos participantes que completaban la prueba sin penalizaciones. Además se premiaba con la Coupe d'Or (Copa de Oro) a aquellos que lograban tal hazaña tres veces de manera consecutiva y la Coupe d'Argent (Copa de Plata) a los que lo hacían de manera no consecutiva. 
Durante la existencia de la prueba se otorgó 166 veces la Copa de los Alpes, entre otros a pilotos como: Mike Hawthorn (1952), Jean Rédélé (1954), Pat Moss (1960, 1962), Rauno Aaltonen (1963, 1964), Erik Carlsson (1964), Vic Elford (1964), Tony Fall (1965), Timo Mäkinen (1965), Lucien Bianchi (1966), Roger Clark (1966), Jean-Pierre Nicolas (1966, 1969), Harry Källström (1967, 1969), Jean-Claude Andruet (1969) y Bernard Darniche (1971). El segundo trofeo (Copa de Oro) se otorgó solo a tres pilotos: Ian Appleyard (1952), Stirling Moss (1954) y a Jean Vinatier (1971), mientras que la Copa de Plata fue entregada a cinco pilotos: Maurice Gatsonides (1956), René Trautmann (1963), Donald Morley (1964), Paddy Hopkirk (1965) y Jean Rolland (1966).

## Palmarés

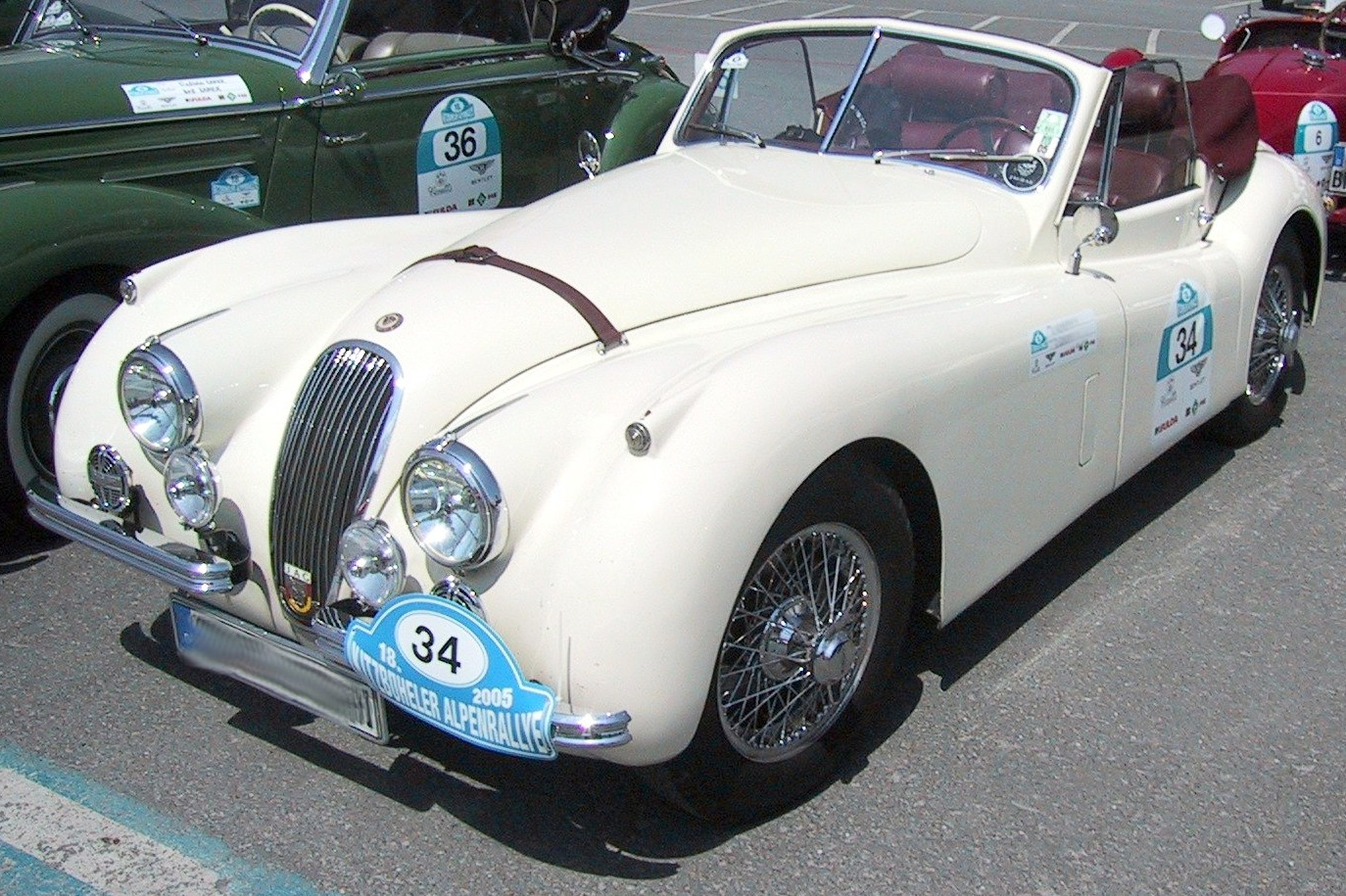
El Jaguar XK 120 fue uno de los muchos modelos de automóviles utilizados durante la existencia de la prueba. Venció en las ediciones de 1950 y 1951 a los mandos del piloto británico Ian Appleyard.

| Año  | Edición                                             | Piloto                                      | Automóvil                                   | Series                                      |
| ---- | --------------------------------------------------- | ------------------------------------------- | ------------------------------------------- | ------------------------------------------- |
| 1947 | 10. Rallye Int. des Alpes Francaises                | Gaston Descollas                            | Bugatti                                     |                                             |
| 1947 | 10. Rallye Int. des Alpes Francaises                | dré Clermont                                | Lancia Aprilia                              |                                             |
| 1948 |                                                     | Ian Appleyard                               | Jaguar SS100                                |                                             |
| 1948 | Leslie Potter                                       | Allard J1                                   |                                             |                                             |
| 1948 | Gaston Descollas                                    | Lancia Aprilia                              |                                             |                                             |
| 1949 | 12. Rallye Int. des Alpes Francaises                | Gaston Gautruche                            | Citroën 11                                  |                                             |
| 1950 | 13. Rallye Int. des Alpes Francaises                | Ian Appleyard                               | Jaguar XK 120                               |                                             |
| 1951 | 14. Rallye Int. des Alpes Francaises                | Ian Appleyard                               | Jaguar XK 120                               |                                             |
| 1952 | 15. Rallye International des Alpes                  | Alex von Falkenhausen                       | BMW 328                                     |                                             |
| 1953 | 16. Rallye International des Alpes                  | Helmut Polensky                             | Porsche 356 1500 S                          | ERC                                         |
| 1954 | 17. Rallye International des Alpes                  | Wolfgang Denzel                             | Denzel 1300                                 | ERC                                         |
| 1955 | Cancelado debido al desastre de Le Mans.            | Cancelado debido al desastre de Le Mans.    | Cancelado debido al desastre de Le Mans.    | Cancelado debido al desastre de Le Mans.    |
| 1956 | 18. Rallye International des Alpes                  | Paul Ernst Strähle                          | Porsche 356                                 | ERC                                         |
| 1956 | 18. Rallye International des Alpes                  | Robert Buchet                               | Porsche 356                                 | ERC                                         |
| 1956 | 18. Rallye International des Alpes                  | Maurice Gatsonides                          | Triumph TR3                                 | ERC                                         |
| 1957 | Cancelado debido a la crisis de Suez.               | Cancelado debido a la crisis de Suez.       | Cancelado debido a la crisis de Suez.       | Cancelado debido a la crisis de Suez.       |
| 1958 | 19. Critérium Int. de la Montagne - Coupe des Alpes | Bernard Consten                             | Alfa Romeo Giulietta                        | ERC                                         |
| 1959 | 20. Critérium Int. de la Montagne - Coupe des Alpes | Paul Condrillier                            | Renault Dauphine                            | ERC                                         |
| 1960 | 21. Critérium Int. de la Montagne - Coupe des Alpes | Roger de Lageneste                          | Alfa Romeo Giulietta                        | ERC                                         |
| 1961 | 22. Coupe des Alpes                                 | Donald Morley                               | Austin-Healey 3000                          | ERC                                         |
| 1962 | 23. Coupe des Alpes                                 | Donald Morley                               | Austin-Healey 3000                          | ERC                                         |
| 1963 | 24. Coupe des Alpes                                 | Jean Rolland                                | Alfa Romeo Giulietta                        | ERC                                         |
| 1964 | 25. Coupe des Alpes                                 | Jean Rolland                                | Alfa Romeo Giulia TZ                        | ERC                                         |
| 1965 | 26. Coupe des Alpes                                 | René Trautmann                              | Lancia Flavia Zagato                        | ERC                                         |
| 1966 | 27. Coupe des Alpes                                 | Jean Rolland                                | Alfa Romeo GTA                              | ERC                                         |
| 1967 | 28. Coupe des Alpes                                 | Paddy Hopkirk                               | Mini Cooper S                               | ERC                                         |
| 1968 | 29. Coupe des Alpes                                 | Jean Vinatier                               | Alpine-Renault A110 1440                    |                                             |
| 1969 | 30. Coupe des Alpes                                 | Jean Vinatier                               | Alpine-Renault A110 1600S                   | ERC                                         |
| 1970 | Cancelado debido a la falta de patrocinios.         | Cancelado debido a la falta de patrocinios. | Cancelado debido a la falta de patrocinios. | Cancelado debido a la falta de patrocinios. |
| 1971 | 31. Coupe des Alpes                                 | Bernard Darniche                            | Alpine-Renault A110 1600S                   |                                             |